# 三碘乙烷
三碘乙烷（英語：Triiodoethane）分子式：C2H3I3，摩尔质量：407.76 g/mol，可以指：
- 1,1,1-三碘乙烷，CAS号：594-21-8
- 1,1,2-三碘乙烷，PubChem CID：15250470